# Erpho von Gemmingen

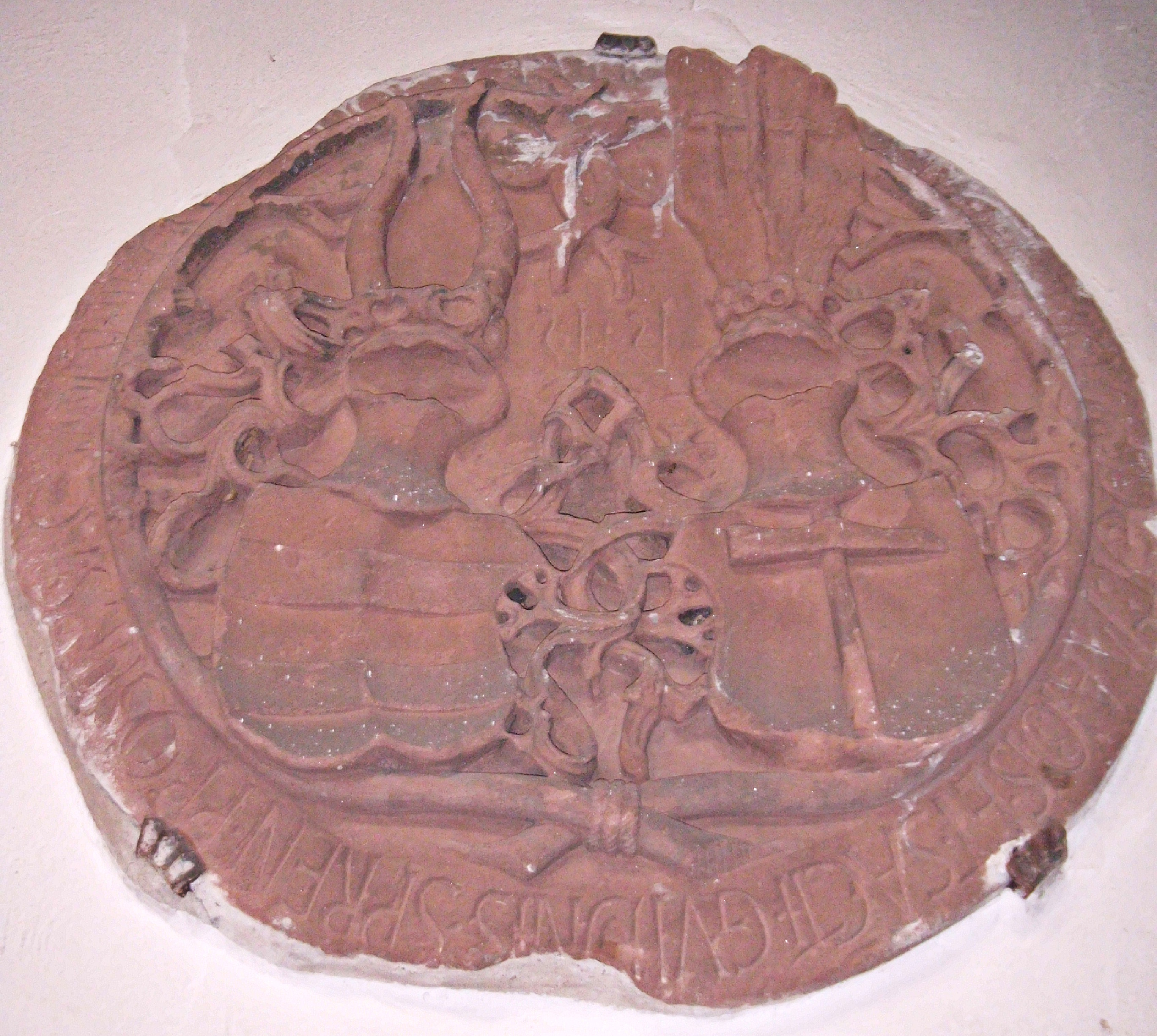
Schlussstein aus dem abgetragenen Kreuzgang des Wormser Domes (heute im Stadtmuseum Worms), gestiftet von Erpho von Gemmingen, als Speyerer und Wormser Domherr, 1515. Er trägt außer der Widmungsinschrift sein elterliches Allianzwappen.

Erpho von Gemmingen (* 1469; † 24. November 1523 in Speyer) war Propst im Stift St. Guido in Speyer, ab 1511 Propst im Stift Odenheim und später Dompropst und Archidiakon in Speyer.

## Leben und Wirken
Erpho war eines der vielen Kinder des Germersheimer Vogts Hans von Gemmingen zu Michelfeld, genannt Keckhans (1431–1487) und dessen Frau Brigitta von Neuenstein. Der Vater war Stammvater der Linie Gemmingen-Michelfeld und hat alle Kinder bis auf Sohn Orendel (1464–1520) für geistliche Laufbahnen vorgesehen. Erpho war 1498/99 Kanonikus in Speyer und Worms, dann Domdekan in Worms und Propst in St. Guido in Speyer. 1507 war er Abgesandter des Speyrer Bischofs Philipp bei der Reichsversammlung Kaiser Maximilians II. in Konstanz. 1508 erwirkte er in Rom das Pallium für seinen Bruder Uriel von Gemmingen,  Erzbischof von Mainz. 1511 wurde er zum Propst des Stifts in Odenheim gewählt. 1513 nahm er an der Wahl des Bischofs Georg teil, dem er 1513 und 1515 größere Geldsummen vorschoss. 1515 stiftete Erpho von Gemmingen einen aufwändigen Schlussstein für den (nicht mehr existenten) Kreuzgang des Wormser Domes, der sich heute im Stadtmuseum Worms befindet. Dieser trägt außer der Widmungsinschrift auch sein elterliches Allianzwappen. Die Beschriftung lautet: „1515 – Erpho von Gemmingen, Doktor beider Rechte, Propst des Speyerer Domes und an St. Guido in Speyer, sowie Kanonikus am Wormser Dom“. 1517 legte er als Dompropst und Propst zu St. Guido vor dem Bischof den Eid ab.
Laut dem Historiker Franz Xaver Glasschröder (1864–1933) ist das in diversen Quellen angegebene Sterbejahr 1520 nachweislich falsch, da im Seelbuch der Speyerer Kathedrale der Eintrag des Jahrgedächtnisses auf 1523 lautet und darüber hinaus das Protokoll der Speyerer Domkapitelssitzung vom 1. Dezember 1523 vorliegt, nach welchem der Tod Erphos von Gemmingen an diesem Tag bekannt gegeben und die Wahl seines Nachfolgers auf den 5. Dezember anberaumt wurde. Man setzte ihn im Grab seines Bruders, Generalvikar Georg von Gemmingen, im (heute nicht mehr vorhandenen) Kreuzgang des Speyerer Domes bei.